# Bruno Coutinho Martins
Bruno Coutinho Martins  (Porto Alegre; 21 de junio de 1986) es un futbolista Brasilero. Juega de volante creativo y en ocasiones como mediapunta de muy buena técnica y fuerte juego aéreo. Actualmente es un agente libre.
| Club                             | País    | Año       |
| -------------------------------- | ------- | --------- |
| Grêmio                           | Brasil  | 2004-2007 |
| → América Futebol Clube (cedido) | Brasil  | 2007      |
| → Nacional (cedido)              | Uruguay | 2007      |
| Jagiellonia Białystok            | Polonia | 2008-2010 |
| Polonia Warsaw                   | Polonia | 2010-2012 |
| Hapoel Tel Aviv F.C.             | Israel  | 2012      |
| Astra Giurgiu                    | Rumania | 2013      |
| Esporte Clube Pelotas            | Brasil  | 2013      |
| Veranópolis                      | Brasil  | 2014      |
| Shenzhen Ruby FC                 | China   | 2014      |
| Tokyo Verdy                      | Japón   | 2015      |

## Palmarés

### Campeonatos nacionales e Internacionales
| Título          | Club                  | País    | Año  |
| --------------- | --------------------- | ------- | ---- |
| Copa de Polonia | Jagiellonia Białystok | Polonia | 2010 |